# Исаев, Али (Герой Социалистического Труда)
Али́ Иса́ев (1893 год, село Айдар — 1975 год) — звеньевой колхоза «Екпенды» Яны-Курганского района Кзыл-Ординской области, Казахская ССР. Герой Социалистического Труда (1949).

## Биография
Родился в 1893 году в бедной казахской семье в селе Айдар (сегодня — Жанакорганский район). С 1926 года трудился в сельскохозяйственном кооперативе «Байзак кол» и с 1928 года — в колхозе «Екпенды» Яны-Курганского района. В 1937 году был назначен звеньевым рисоводческого звена. С 1942 года участвовал в Великой Отечественной войне. После демобилизации возвратился в колхоз.
В 1948 году рисоводческое звено под руководством Али Исаева собрало в среднем 80,5 центнеров риса с каждого гектара. За эти выдающиеся трудовые достижения был удостоен в 1949 году звания Героя Социалистического Труда. В 1953 году был награждён Орденом Ленина за получение высокого урожая риса.
В 1953 году окончил трёхлетние агрономические курсы.
Награды
- Герой Социалистического Труда — указом Президиума Верховного Совета СССР от 20 мая 1949 года
- Орден Ленина — дважды